# Побірська сільська рада
| Побірська сільська рада — колишній орган місцевого самоврядування у Теплицькому районі Вінницької області з адміністративним центром у с. Побірка. Сільська рада в Побірці була створена в період 1923–1924 рр. Після проведення адміністративно-територіальної реформи 20-х рр. в Україні можна вважати 16 жовтня 1922 р., коли третя сесія ВУЦВК VI скликання затвердила триступеневу систему як основу нового районування і ліквідувала створені в ході громадянської війни Кременчуцьку, Миколаївську і Запорізьку губернії. Сільській раді підпорядковані населені пункти: - с. Побірка |

## Склад ради
Рада складається з 12 депутатів та голови.

## Керівний склад сільської ради
| ПІБ                          | Основні відомості                                                                      | Дата обрання | Дата звільнення |
| ---------------------------- | -------------------------------------------------------------------------------------- | ------------ | --------------- |
| Плахотнюк Іван Радіонович    | Сільський голова.                                                                      |              |                 |
| Франюк Олексій Романович     | Сільський голова.                                                                      |              |                 |
| Шабатура Григорій Микитович  | Сільський голова.                                                                      |              |                 |
| Сокольвяк Гаймен Гаврилович  | Сільський голова.                                                                      |              |                 |
| Миколаєнко Андрон Васильович | Сільський голова.                                                                      |              |                 |
| Ляшко Лаврентій Дмитрович    | Сільський голова.                                                                      |              |                 |
| Іщук Володимир Іванович      | Сільський голова. 1937 року народження, освіта вища.                                   | 11.1958      | 03.1957         |
| Валерій Зозуля               | Сільський голова.                                                                      |              |                 |
| Запорожець Кузьма Іванович   | Сільський голова.                                                                      |              |                 |
| Прикмета Всеволод Мойсейович | Сільський голова.                                                                      |              |                 |
| Москаленко Іван Тимофійович  | Сільський голова.                                                                      | 1978         | 1986            |
| Фандистий Дмитро Миколайович | Сільський голова.                                                                      | 1986         | 1998            |
| Ковбаса Володимир Васильович | Сільський голова.                                                                      | 1998         | 1996            |
| Коваль Валерій Іванович      | Сільський голова.                                                                      | 1998         | 2006            |
| Зятіна Надія Григорівна      | Сільський голова, 1959 року народження, освіта, Всеукраїнське об'єднання «Батьківщина» | 26.03.2006   | 31.10.2010      |
| Сокольвяк Василь Андрійович  | Сільський голова, 1966 року народження, освіта вища, безпартійний                      | 31.10.2010   |                 |

Примітка: таблиця складена за даними джерела